# As the Candle Burned
As the Candle Burned è un cortometraggio muto del 1916 diretto da Joseph Le Brandt.

## Produzione
Il film fu prodotto dall'Independent Moving Pictures Co. of America (IMP).

## Distribuzione
Distribuito dall'Universal Film Manufacturing Company, il film uscì nelle sale cinematografiche USA il 10 settembre 1916.